# Сафронов, Алексей Анатольевич
Алексей Анатольевич Сафронов (4 октября 1984) — российский футболист, полузащитник.
В 2001—2002 годах играл в зоне «Черноземье» первенства КФК за смоленские клубы СКА-«Юность России» и «Кристалл»-СКА МВО. В 2002—2004 годах занимался в Академии московского «Спартака». В 2004 году выступал за белорусские клубы «Локомотив» Витебск — два матча в чемпионате; 16 игр, 4 гола в турнире дублёров и «Орша» — пять матчей, один гол во второй лиге. В 2005—2007 годах выступал за «Спартак» (Йошкар-Ола) в КФК.  
Выпускник СГАФКСТ.
В 2012—2016 годах — администратор, с 2016 года — начальник команды «Днепр» (Смоленск). 
Работал судьёй на матчах чемпионата Смоленской области. В 2021 году — начальник команды в ФК «Смоленск». С декабря 2021 года — генеральный директор Академии ФК «Днепр».